# آنکومبورا پالگاما
آنکومبورا پالگاما (به لاتین: Ankumbura Pallegama) یک منطقهٔ مسکونی در سری‌لانکا است که در استان مرکزی (سری‌لانکا) واقع شده‌است.